# Polhemus Memorial Clinic

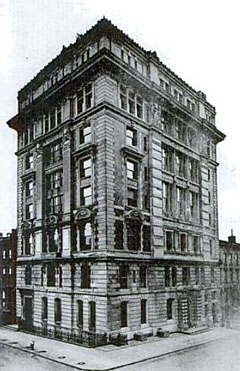
Polhemus Memorial Clinic, Brooklyn NY, 1897

Polhemus Memorial Clinic w Brooklynie, w Nowym Jorku została zbudowana w 1897 w ramach rozbudowy szpitala dla ubogich, na rogu Henry i Amity Street. Uroczyste otwarcie miało miejsce 5 stycznia 1898. Od 1897 do lipca 2008 stanowiła część Long Island College Hospital (LICH). Joseph Korom, autor The American Skyscraper (2008), uznał ośmiopiętrowy budynek Polhemus Clinic za pierwszy szpital-wieżowiec jaki kiedykolwiek zbudowano. Klinika i przylegające kamienice od 1988 należą do "historycznej dzielnicy" Brooklynu, Cobble Hill.